# Antsoheribory
Antsoheribory (Nosy Boina o Nossi Boina) fou un establiment musulmà a la costa nord-oest de Madagascar.
Hauria estat fundat pels antalaotra a partir del segle x o XI; aquestos van fundar establiments a l'illa de Nosy Langany (Nossi Langani) i de Nosy Boina (Nossi Boina o Antsoheribory) que es van estendre a la costa. El segon, a la desembocadura del Boina, fou poc important, però després del 1506 quan els portuguesos van destruir Langani i la seva veïna Manja o Nossi Manja, fundada vers el segle xiv, va guanyar en importància i progressivament va esdevenir la capital dels establiments comercials musulmans d'aquesta zona a l'inici del segle xvii sent anomenada Nova Massalajem (Nova Maselagache, també Boeny o en suahili Bweni); tenia uns sis o set mil habitants i segons el para Luis Mariano que la va visitar el 1613 es parlava malgaix, suahili, àrab i portuguès; l'anomena Mazalgam Nova, mentre els francesos li deien Nouveau Masse-lage. El 1670 tot i que era encara una petita vila de 300 cases a l'illa havia arribat al seu màxim de riquesa i poder. Les poblacions de la costa li estaven sotmeses i els fills dels caps eren portats a l'illa com a ostatges. L'exèrcit era de tres mil homes, molts àrabs; el sulta Jani Khan governava a l'illa de Nossi Boina i el seu fill gran era el seu delegat a la costa.
Quan el regne Sakalava va esdevenir més poderós sota ek rei Tsimanato (postumament Ndramandisoarivo o Andriamandisoarivo), la factoria d'Antsoheribory es va sotmetre fou explotada en comú pel rei sakalava i el Antalaotra. El 1750, els sakalava es van establir a Majunga com a port comercial i la capital política es va fixar a Marovoay. L'autoritat sakalava s'estenia per les factories de la costa oest i de la regió d'Antongil, el que va permetre a Ramahasarika, rei del Boina, signar un acord amb D'Hermitte i De Castillon el 22 de novembre 1732, pel qual Nosy Mangabe fou cedida a França. Grups sakalaves van destruir Antsoheribory a la segona meitat del segle xviii.